# وزارة الداخلية (إيران)

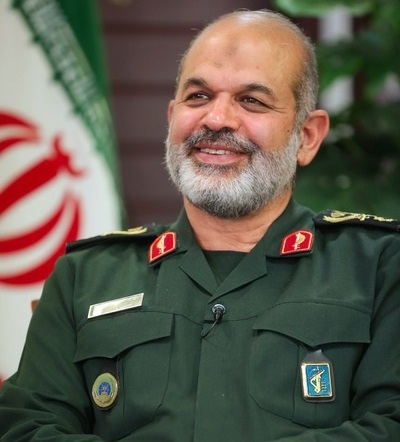
الوزير الحالي أحمد وحيدي.

وزارة الداخلية (بالفارسية: وزارت کشور) هي وزارة الشؤون الداخلية في جمهورية إيران الإسلامية وهي المسؤولة عن إجراء الانتخابات والإشراف عليها والإبلاغ عنها، والشرطة، والمسؤوليات الأخرى المتعلقة بوزارة الداخلية.

## وزراء الداخلية منذ 1979
- أحمد سيد جوادي (13 فبراير 1979 - 20 يونيو 1979)
- هاشم صباغان (20 يونيو 1979 - 6 نوفمبر 1979)
  - أكبر هاشمي رفسنجاني (6 نوفمبر 1979 - 12 أغسطس 1980) (تمثيل)
- محمد رضا مهدوي كاني (20 أغسطس 1980 - 1 أكتوبر 1981)
- علي أكبر نتيغ نوري (15 أغسطس 1981 - 19 أغسطس 1985)
- علي أكبر محتشمور (19 أغسطس 1985 - 3 أغسطس 1989)
- عبد الله نوري (3 أغسطس 1989 - 13 ديسمبر 1993) (المرة الأولى)
- علي محمد بشاراتي (13 ديسمبر 1993 - 15 أغسطس 1997)
- عبد الله نوري (15 أغسطس 1997 - 21 يونيو 1998) (المرة الثانية)
  - مصطفى تاج زاده (21 يونيو 1998 - 22 يوليو 1998) (تمثيل)
- عبد الواحد موسوي لاري (12 سبتمبر 1998 - 24 أغسطس 2005)
- مصطفى بور محمدي (24 أغسطس 2005 - 19 مايو 2008)
  - سيد مهدي هاشمي (15 مايو 2008 - 5 أغسطس 2008) (تمثيل)
- علي كوردان (12 أغسطس 2008 - 4 نوفمبر 2008)
  - كامران دانشجو (4 نوفمبر 2008 - 24 ديسمبر 2008) (تمثيل)
- صادق محسولي (24 ديسمبر 2008 - 9 أغسطس 2009)
- مصطفى محمد النجار (9 أغسطس 2009 - 15 أغسطس 2013)
- عبد الرضا رحماني فضلي (15 أغسطس 2013 - 25 أغسطس 2021)
- أحمد وحيدي (25 أغسطس 2021 - الآن)

## روابط خارجية
- الموقع الرسمي